# Lallemandana conjuncta
Lallemandana conjuncta är en insektsart som beskrevs av Hamilton 1980. Lallemandana conjuncta ingår i släktet Lallemandana och familjen spottstritar. Inga underarter finns listade i Catalogue of Life.